# 吴铁城
吴铁城（1888年3月9日—1953年11月19日），祖籍广東省广州府香山县，生于江西省九江府，中国民主革命家，中華民國政治人物、军人。屬政學系。

## 詳細生平

### 家世背景
吴铁城原籍广东省香山县（今中山市）三乡镇平湖村，出生在江西省九江府（父亲吴玉田在此经商），父亲是九江的大商人。

### 求學時期
吴铁城自幼学习英語，入九江同文书院。

### 參與革命

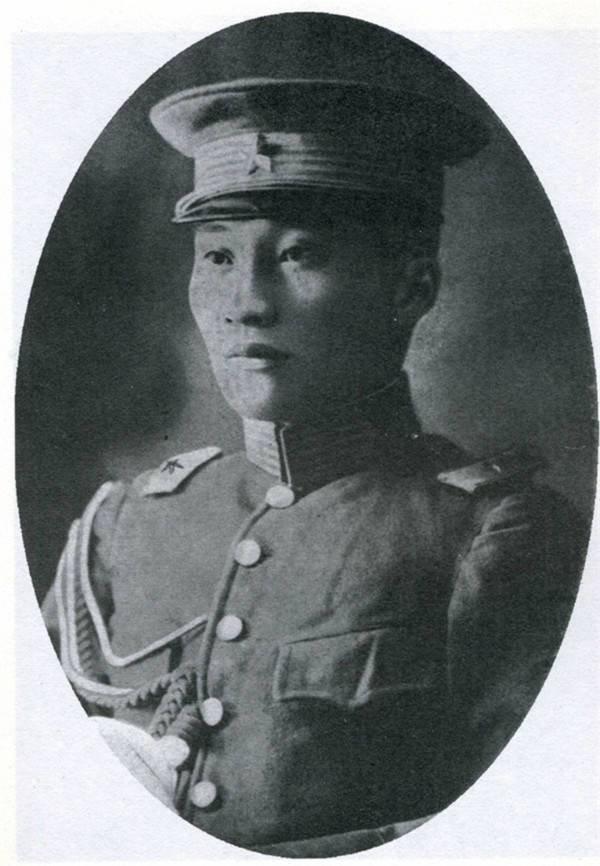
新軍時期的吳鐵城

1909年（宣統元年），和到九江工作的林森成为好友，吴铁城协助林森在九江设立革命派宣传机关，并经林森介绍参加中国同盟会。
1911年10月，武昌起義爆发的消息傳到江西省。吴铁城也参加了革命派的起义。10月23日，革命派成立江西軍政府，吴铁城任总参議，负责和軍事有关的民政事務。11月，吴铁城随林森赴上海、南京，吴铁城作为江西省代表出席了各省都督府代表联合会会議。12月，孫中山歸國。12月14日，代表17個省份的各省諮議局代表雲集南京，共計44人。12月29日，同盟會連夜赴南京召集代表開會，提出成立政府，結果孫中山以16票當選為中華民國臨時大總統，吴铁城在此见到了孙中山，因为祖籍同为广东省香山县，故吴铁城来到孙中山身边工作。

### 二次革命
清廷雖被推翻了，但時局不穩。1912年11月26日，時任中華民國大總統的袁世凱發布一份名為《嚴懲倡言二次革命黨徒通令》的文告。翌年（1913年），二次革命爆发，吴铁城访问江西都督李烈鈞促成起义，但以失敗告終，吴铁城逃往日本。

### 留學日本
吴铁城逃往日本後，進入明治大学学习法律。

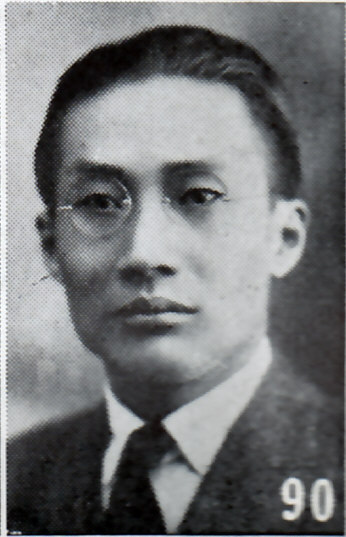
吴铁城照片，於《最新支那要人传》中

1914年，聽說孫中山在日本组织中華革命党，吴铁城率先加入。此後，吴铁城經常以打倒袁世凱之名进行宣传。

### 中華革命黨黨員
1915年8月5日，受孙中山之委託前往檀香山主持党务，并任华侨《自由新报》主笔，力倡反袁。
1916年春天，吴铁城归国，在香港及澳门继续反袁活動。

### 護法軍政府生涯

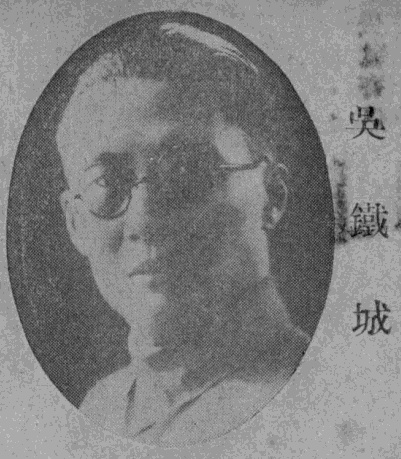
吳鐵城照片，於《民国名人图鉴》中

1917年7月，孫中山到广州开始護法運動，吴铁城与其汇合，護法軍政府成立后，吴铁城任大元帥府参軍。
1920年9月，討賊軍总指揮朱執信遭到暗殺，吴铁城代理总指揮，和粤軍陳炯明、許崇智合作驱逐了反对孫中山的旧桂系。
1921年，在香山县的竞选中当选为县长，成为中国历史上首位民选县长。
1922年6月，陈炯明发动六一六事变，吴铁城组织民軍抵抗，失敗后逃往上海。
1923年1月4日，孫中山发表讨伐陳炯明宣言，吴铁城和許崇智合作在福建省组织東路討賊軍，吴铁城任東路討賊軍第1路軍总司令。2月，陈炯明被驅逐，孫中山在广州重建大元帥府，吴铁城任广州市公安局長、广东省警務处長。他还兼任广东省警卫军司令。
1923年10月，吴铁城成为中国国民党臨時中央執行委員，负责中国国民党的改組事務，其指揮的警衛軍開辦警衛軍講武堂，培育基層軍官。
1924年5月，警衛軍講武堂併入黃埔軍校。9月，吴铁城随孙中山北伐，任陆海军大元帅大本营参軍長。
1924年10月，广州商团叛乱发生，吳鐵城麾下的警衛軍投入镇压廣州商團的作戰。

### 孙中山逝世後
1925年3月12日孙中山逝世後，吴铁城被视为接近孙科的“太子派”人士。
1925年8月20日，中国国民党左派廖仲恺遭暗殺身亡。时任广州市公安局長的吴铁城事先得知有人要暗杀廖仲恺，但未对廖仲恺加强警卫。“廖案”发生当天（1925年8月20日），吴铁城传嫌疑人梅光培到广州市公安局问话，并予以拘留；同时吴铁城派警员逮捕郭敏卿。吴铁城称：“关于廖案之搜索，逮捕嫌疑人犯，所有命令，均由我亲手书写。”随后，“廖案”检察委员会成立，吴铁城为检察员之一。
1925年秋，汪精卫與蒋介石等人以侦办“廖仲恺遭暗殺一案”的名义，驱逐了胡汉民及许崇智，将政治异见人士邹鲁、林森等人变相调离广州，拘捕了川军将领熊克武。西山会议派由此催生，该派反对汪精卫、广州中国国民党中央。“太子派”人士成了西山会议派的争取对象。
1925年12月，中国国民党广州特别市党部成立，孙科任组织部长，吴铁城任工人部长，傅秉常任商民部长，黄季陆等人任常委。广州市党部反共，孙科、吴铁城、伍朝枢等人是广州反共阵营中的骨干；據《邵元冲日记》载，孙科、吴铁城、许崇智等人在上海经常出现在西山会议派的活动场合。
1926年1月4日至19日在廣州舉行的中国国民党第二次全国代表大会上，孙科仍当选为中央执行委员，吴铁城当选为候补中央执行委员。1926年1月14日，中国国民党第二次全国代表大会议决：“责成第五军军长李福林、广州市公安局长吴铁城，于一个月内，将行剌故委员廖仲恺案内主谋要犯朱卓文拿获归案讯办。”2月10日，吴铁城作为检察员在“廖案”特别法庭上陈述有关事项。
1926年，吴铁城兼任国民革命军第六军第十七师师长兼广州卫戍司令。1926年3月初，吴铁城、孙科、伍朝枢三人到黄埔军校见校长蒋介石，请求制裁中国共产党，蒋介石称考虑再说。后来，1926年3月中山舰事件发生。事件打击了中国共产党，汪精卫被迫离职，苏联顾问也被排除。但蒋介石未能找到中共“谋叛”的证据。黄埔军校教育长邓演达当面对蒋介石说：“你搞的是不是反革命行动，很值得怀疑。”蒋介石为平众怒，于4月2日拘留了欧阳格这位中山舰事件的前台人物，并将第二十师第五团第三营营长李树森撤职，还在4月7日的《广州民国日报》上称：中山舰事件是因李树森“措施无方，行动谬所致。”因该事件被捕的中国共产党党员李之龙于4月14日获释。《蒋介石年谱初稿》载，4月23日，“议决免吴铁城广州市公安局长”，“因吴袒护右派”。4月24日，“令李章达武装往接公安局长任。”
1926年5月30日上午，蒋介石曾下令要拿办吴铁城。中国国民党内有人对此质疑时，蒋介石在7月24日《复张继书》中给出的借口是“铁城则以廖案发生时，有纵逃凶犯之嫌疑。”。作为替罪羊，吴铁城不但失去了广州市公安局长及兼任的第十七师师长职务，还被关押到上横档炮台。熊克武、林直勉也囚禁在此。吴铁城在此仅被关押了4个月，经家人营救，孙科、马超俊斡旋，10月初即获释。

### 拥护蒋介石

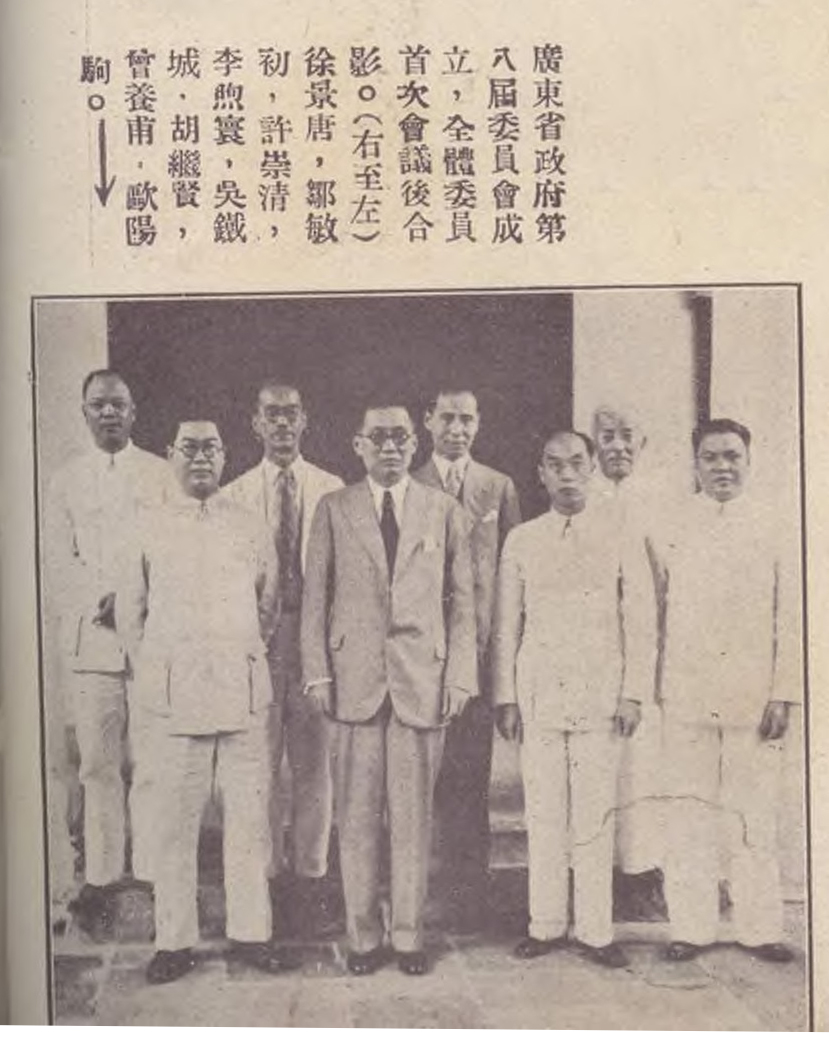
廣東省政府第八屆委員會成立全體委員首次會議後合影。右起徐景唐、鄒敏初、許崇清、李煦寰、吳鐵城、胡繼賢、曾養甫、歐陽駒

1927年4月12日，蒋介石在上海发动四一二事件，吴铁城表态支持蒋介石，呼吁武漢国民政府的汪精卫、孫科与蒋介石合流。同年6月，吴铁城任广東省建設厅厅長。翌年秋，被派往中国東北，劝说張学良实行东北易幟。1928年，当选国民政府立法院立法委员。1929年，吴铁城当选中国国民党中央執行委員。他还担任南京总理陵管理委员会委员。1930年5月，中原大战爆发，長袖善舞的吳鐵城奉蔣介石之命遊說張学良，使張学良作为蒋介石一派入關參戰，吳鐵城由此獲得蔣介石信任。1931年寧粤分裂，吴铁城因同粤派的孫科关系很深，故吴铁城代表蒋派从事促成寧粤合流的活动。九一八事变后，1931年12月，两派实现大团結。1931年，吴铁城任警察总监、侨务委员会委员，仍兼任国民政府委员。

### 抗戰時期

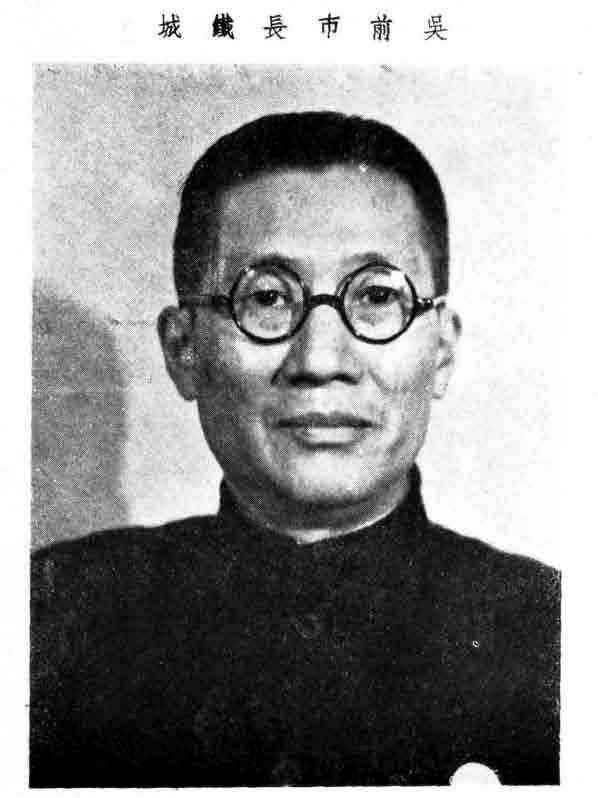
於《上海市公訓同學抗戰紀念刊》中，曾任上海市政府市長的吳鐵城，當時的照片，1937年

1932年1月6日，吴铁城就任上海市市長兼淞滬警備司令，任內積極開展上海市政及防務建設。当时，上海日軍同中国的衝突迫在眉睫。1月27日，日本駐上海領事发出最後通牒，要求中国方面取缔抗日組織，向日本方面謝罪。结果，日军同蒋光鼐、蔡廷鍇率领的十九路軍爆发战斗，一二八事变爆发。十九路軍奋力抗战，最後撤退。5月5日，《上海停战協定》缔结。此後，吴铁城继续留任上海市市長。
1937年3月21日，中國國民黨中央政治會議決定吴铁城繼任广東省政府主席，3月23日由行政院決議任命。4月2日，國民政府令吳鐵城兼廣東省保安司令，吳鐵城於4月16日視事:5388。5月18日，行政院決議改組廣東省政府，吳鐵城兼民政廳長，徐景唐兼建設廳長:5427。

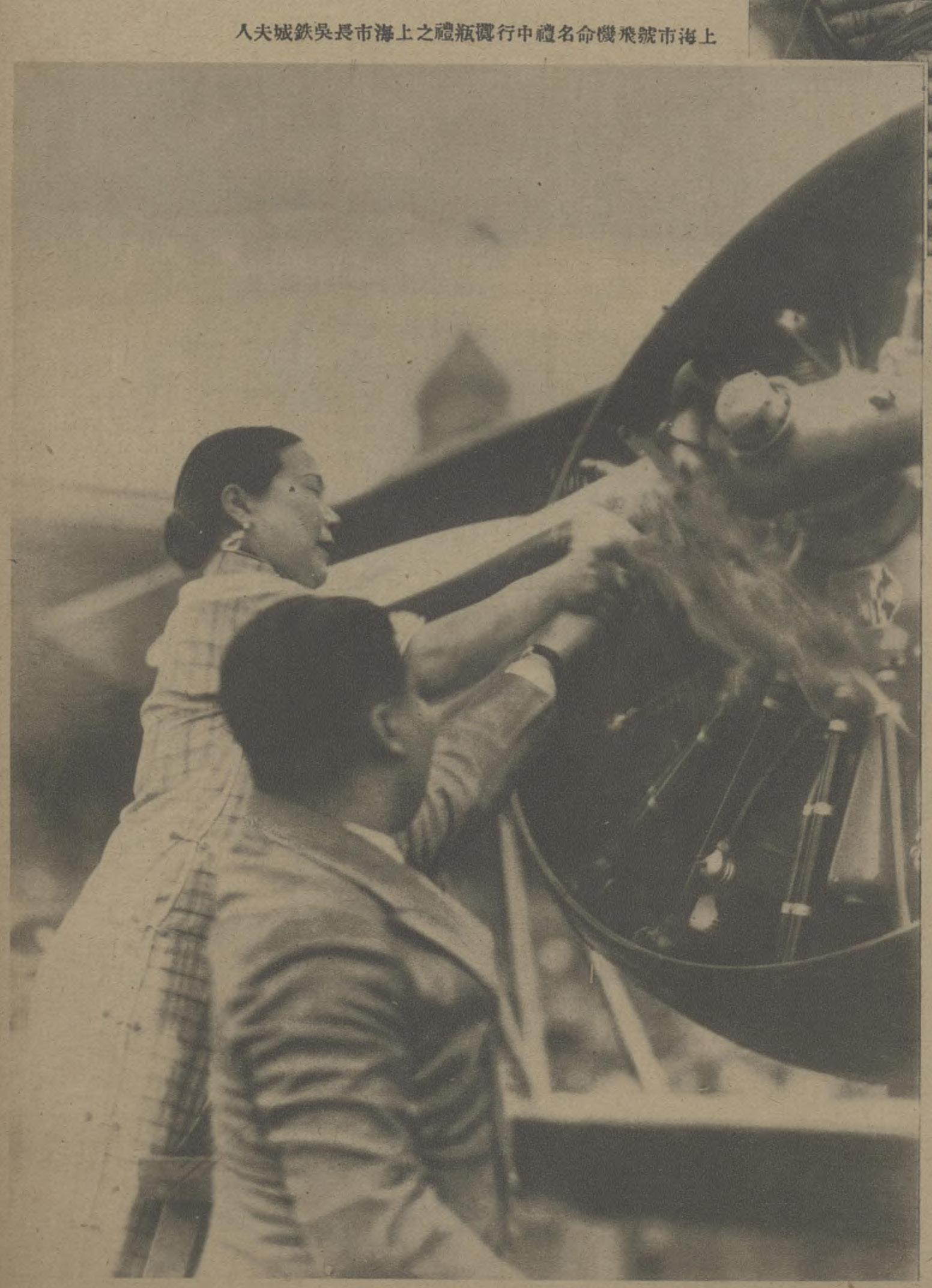
上海市號飛機命名禮中行擲瓶禮之上海市長吳鉄城夫人

1938年10月，日军攻占广州市，广东省政府迁往連县。1938年12月、吴铁城被免去广东省政府主席职务，召还重慶。此後，吴铁城在香港、澳门从事中国国民党党務工作。1940年，吴铁城任中国国民党中央海外部部長。任内，他外遊東南亚，在華僑中进行抗日宣传，呼吁提供資金。1941年春，回到重慶，任南洋華僑協会、国民外交協会理事長。後来，任中国国民党中央秘書長。

### 国共内战後

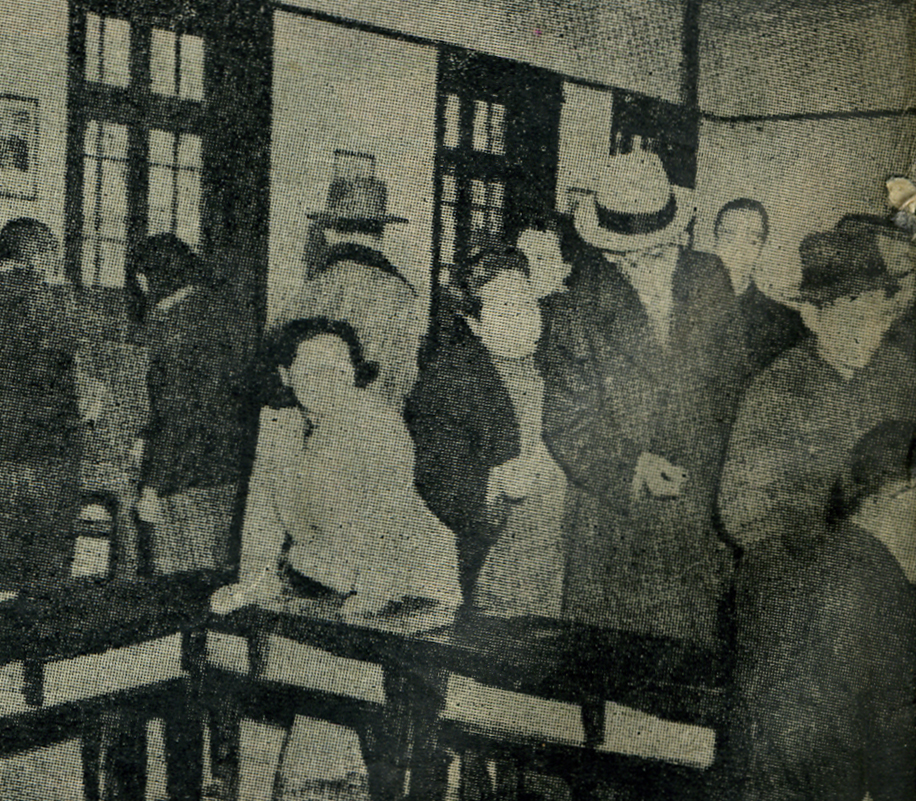
1947年国民大会代表选举中，中国国民党中央党部秘书长吴铁城（蓄胡须者）与南京市民一起排队投票

1945年，中国抗日战争结束。1946年1月，吴铁城作为中国国民党代表出席在重慶召开的政治協商会議。1947年1月4日，中國國民黨中央秘書長吳鐵城對記者稱：政府確在準備改組，正與參加國民大會各黨派商洽改組辦法，現一面布置改組，一面謀恢復和談:8255-8256。1月28日，中國國民黨中央秘書長吳鐵城抵達上海，分別與民社黨張君勱、中國青年黨陳啟天晤談:8274。吳鐵城發表談話稱：和談暫時已無恢復希望；改組政府事正依計劃積極進行，短期内當可使其實現:8274。2月3日，國民政府代表吳鐵城、陳立夫與中國青年黨代表左舜生等，商談改組國民政府問題:8279。3月20日，中國國民黨三中全會舉行第五次大會，秘書長吳鐵城報告中國國民黨黨務概況，分析黨務缺點與成功，提出希望中共問題即刻解決，挽救經濟危機，安定民生大業:8317。6月20日，國民政任吳鐵城為立法院副院長:8373。7月23日，中國國民黨中常會通過《黨團統一組織原則》，決定設立中央黨團統一委員會，由吳鐵城、陳誠、陳立夫、劉健群召集；決定9月9日召開中央黨團聯席會議及六屆四中全會，任命李俊龍、陶希聖為中央宣傳部副部長:8387。

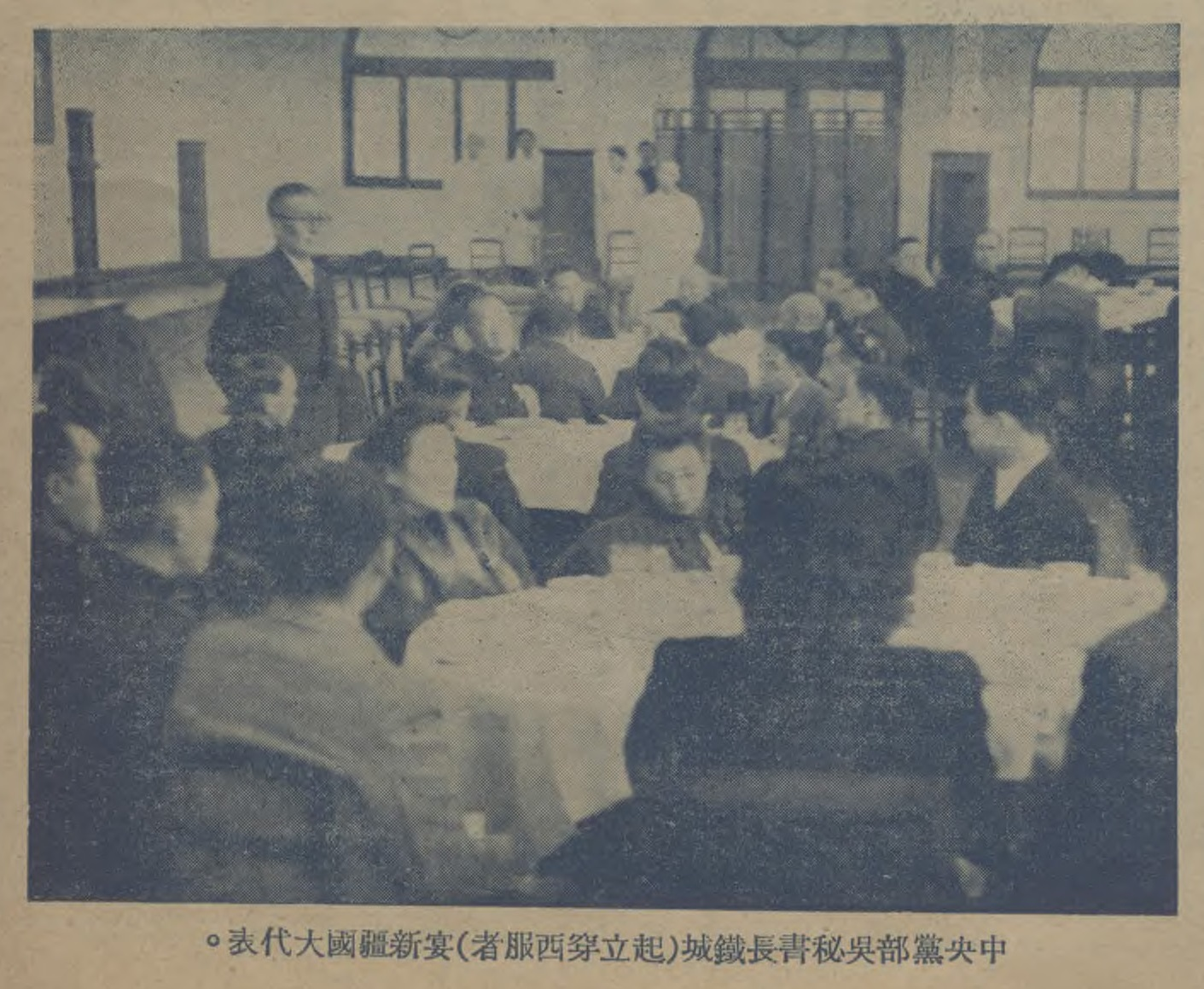
中央黨部吳秘書長鐵城(起立穿西服者)宴新疆國大代表

1948年11月，孫科任行政院長，应孫科之邀，吴铁城任行政院副院長兼外交部長。12月25日，行政院副院長兼外交部長吳鐵城在接見美國合眾社記者時稱：「新政府的唯一目標為繼續對共黨作戰。現內閣為戰時內閣，非投降內閣。」:8760並稱要加強江南防務，重振仍在北方之軍隊:8760。
1949年1月，蒋介石下野，李宗仁代理总统，开始同中国共产党进行和平交涉，孫科、吴铁城表示反对，乃辞任。3月4日，派李惟果赴溪口，轉告其望蔣介石「出洋之意」:165。4月22日，吳鐵城從南京經溪口回到廣州，告訴美國公使克拉克，蔣和李宗仁今天在杭州會晤，討論未來計畫；吳堅稱蔣仍全力支持李:21。5月26日，中國國民黨中政會臨時會議，決定推派吳鐵城、閻錫山、于右任、朱家驊、陳立夫五人，攜李宗仁之親筆函往謁，請蔣到廣州主持大計；下午吳鐵城等一行乘專機到台:8927。5月28日，吳鐵城等五專使由台灣返廣州，語記者稱：蔣決定短期內來廣州主持黨務，「領導全黨同志參加反共鬥爭」，除黨務之外，一切人事問題，包括中央與各省及作戰等決策，「決不干涉」；次日上午，中國國民黨中政會、中常會聯席會議，聽取吳鐵城等報告謁蔣經過:8929。8月24日下午，政務委員吳鐵城晉謁李宗仁、閻锡山，報告赴日本經過。

### 遷居臺灣
第二次国共内战後，國軍大敗，吴铁城隨国民政府往臺灣，任總統府資政。1949年12月24日，特派吳鐵城為中華民國慶賀荷蘭王國向印尼聯邦移交主權及印尼共和國獨立典禮特使；派蔣家棟為副使。
1952年7月20日，在香港循道會英語堂（今循道衞理聯合教會國際禮拜堂）由該會顧克牧師 (Rev. Clifford V. Cook) 施行洗禮成為基督徒。
1953年11月19日，吴铁城在臺北市病逝。享年66岁（满65歳）。

### 家庭
妻為馬鳳岐，晚年篤信佛教，1989年2月2日於臺北過世，享壽98歲。子為吳幼林，美國賓州大學碩士，來台後曾任中央再保公司董事長、孫女為吳美雲，漢聲雜誌共同創辦人之一。

## 政治理念

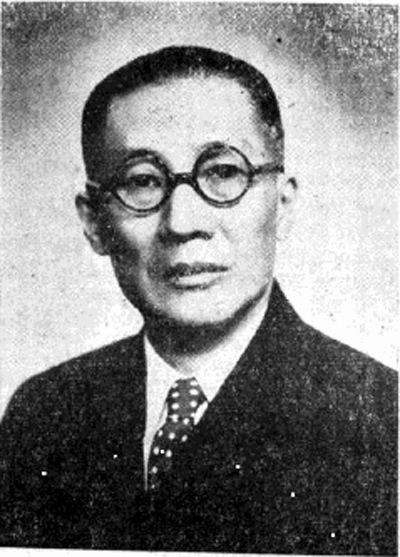
吳鐵城照片，於《中国当代名人传》中

長年在孙中山身边工作的吴铁城，内心反对聯共的三大政策。

## 藝術形象
- 2009年，建國大業

## 延伸阅读
- 吳鐵城回憶錄─三民文庫027 （页面存档备份，存于）

| 前任：林森 | 侨务委员会委员长1931年8月31日—1932年5月10日 | 繼任：陈树人 |

| 前任：張群 | 上海市政府市长1932年1月6日—1937年3月2日 | 繼任：俞鴻鈞 |

| 前任：黄慕松 | 广東省政府主席1937年3月24日—1938年12月23日 | 繼任：李漢魂 |

| 前任：王世杰 | 外交部部長1948年12月22日—1949年3月21日 | 繼任：傅秉常 |